# Черкасово (Ярославский район)
Черкасово — деревня в Ярославском районе Ярославской области. Входит в состав Заволжского сельского поселения.

## География
Находится в восточной части Ярославской области на расстоянии приблизительно 14 км на север-северо-восток по прямой от станции Филино.

## История
В 1859 году здесь (деревня Ярославского уезда Ярославской губернии) было учтено 12 дворов, в 1898 — 15.

## Население
Численность населения: 82 человека (1859 год), 2 (русские 100 %) в 2002 году, 6 в 2010.

## Достопримечательности
- Памятник павшим воинам в годы Великой Отечественной войны[5].